# RQ-11 Raven

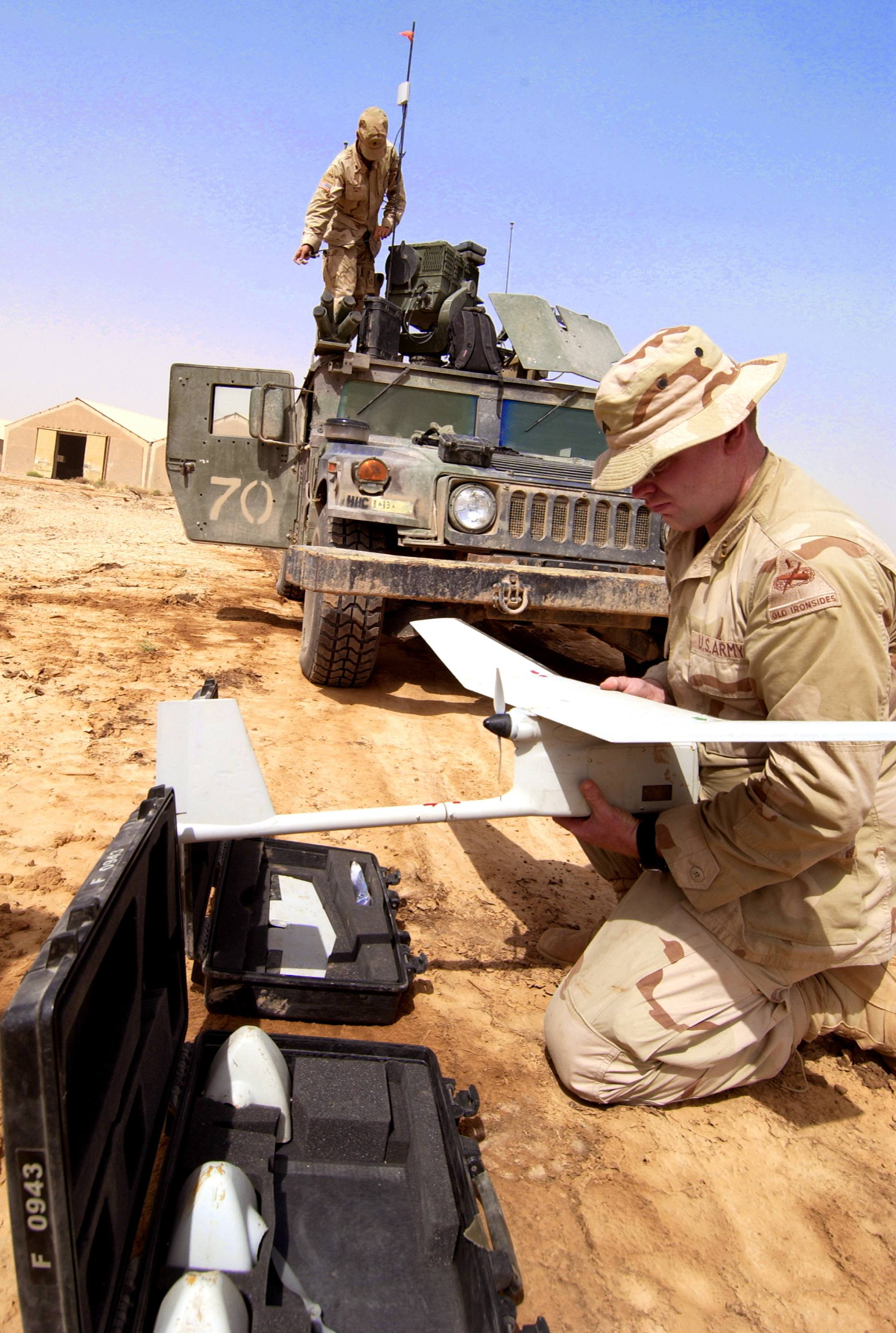
Капрал Джеррі Роджер складає БПЛА RQ-11 Raven.

RQ-11 Raven (укр. «Ре́йвен») — малий розвідувальний БПЛА виробництва американського підприємства AeroVironment Inc. Розроблений на основі конструкції безпілотного апарата AeroVironment FQM-151 Pointer, випускається у декількох модифікаціях.
Є середнім за вагою представником родини Small Unit Remote Scouting System (SURSS), що також включає RQ-20 Puma та RQ-12 Wasp IV.

## Конструкція
Планер літального апарата виконаний у вигляді високоплана з Т-подібним хвостовим оперенням, захищений балістичною тканиною типу «кевлар». Крило не має елеронів, а управління креном здійснюється кермом напряму.
Корисне навантаження складається з цифрової відеокамери денного або нічного бачення.
RQ-11 може запускатись з руки (аналогічно до авіамоделі) й не потребує підготовленого майданчика для приземлення. Транспортування БПЛА здійснюється у трьох невеликих контейнерах. В комплект поставки входять три безпілотних апарати, запасна батарея і зарядний пристрій з живленням від бортової мережі автомобіля HMMWV, тому бойова обслуга може приземлити апарат, вкласти нову батарею і знову відправити його у політ.
RQ-11 може літати в автоматичному режимі з навігацією по GPS, а за необхідності може керуватись оператором вручну.
До початку 2005 року було виготовлено понад 1300 апаратів RQ-11, і ще 2000 було замовлено.
Станом на початок 2007 року було виготовлено понад 5000 апаратів, що зробило RQ-11 наймасовішим із усіх БПЛА, які існували на той час.
В грудні 2009 року збройні сили США виділили 66,6 млн доларів на програму модернізації RQ-11, що передбачала заміну аналогового обладнання цифровим. Це дозволило ефективніше використовувати діапазон надвисоких частот й отримувати якісніше зображення з бортових відеокамер а також, застосовувати шифровані канали зв'язку з метою захисту від перехоплення трансляції зображення.
В травні 2010 року армія США уклала контракт загальною вартістю 11,2 млн доларів на поставку ще 63 шт. RQ-11 і запасних частин до них
Станом 2013 рік було вироблено 7330 шт безпілотників цього типу. Вартість комплекту у мінімальній конфігурації становила 35 тис. дол., у максимальній — 250 тис. дол.

## Характеристики
- Розмах крил: 1,372 м
- Маса: 1,9 кг
- Крейсерська швидкість: 56 км/год
- Висота польоту: до 5000 м
- Радіус дії: 10 км

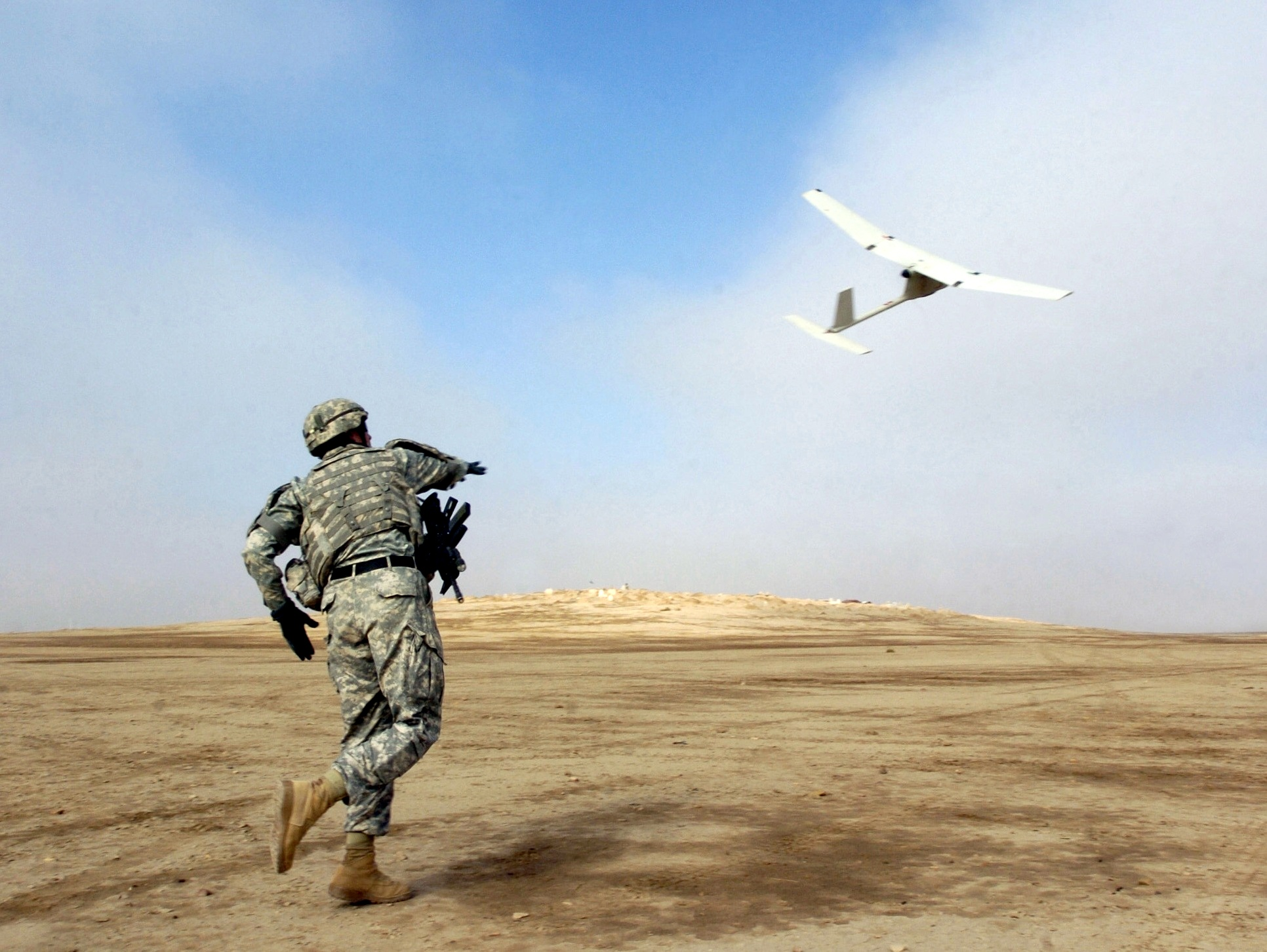
запуск RQ-11 Raven (Ірак)

- Тип двигуна: електричний (Engine Aveox 27/26/7-AV)
- Довжина: 0,915 м
- Тривалість польоту: 60…90 хв.

## Варіанти й модифікації
- «Flashlight» SUAV (Small UAV) — дослідний зразок, прототип, що здійснив перший політ у жовтні 2001 року.
- Block I Raven — перша модель, яка випущена невеликою серією. У травні 2003 року надійшла в армію США на випробування, у ході яких було виявлено певні недоліки, серед яких — складність здійснення посадки та незадовільна стійкість БПЛА у польоті.
- RQ-11A (Block II Raven) — досконаліша модель, що надійшла на випробування у вересні 2003 року. За результатами випробування в Афганістані, в кінці 2004 року БПЛА було взято на озброєння. Першим замовником стало Командування сил спеціальних операцій США, яке в кінці 2004 року зробило замовлення 179 комплексів з трьома БПЛА в кожному. Знятий з виробництва.
- RQ-11B
- RQ-11B DDL (Digital Data Link)
- Solar Raven — модель, оснащена сонячними панелями, що збільшило на 60 % час перебування апарата у повітрі[7].

## Оператори

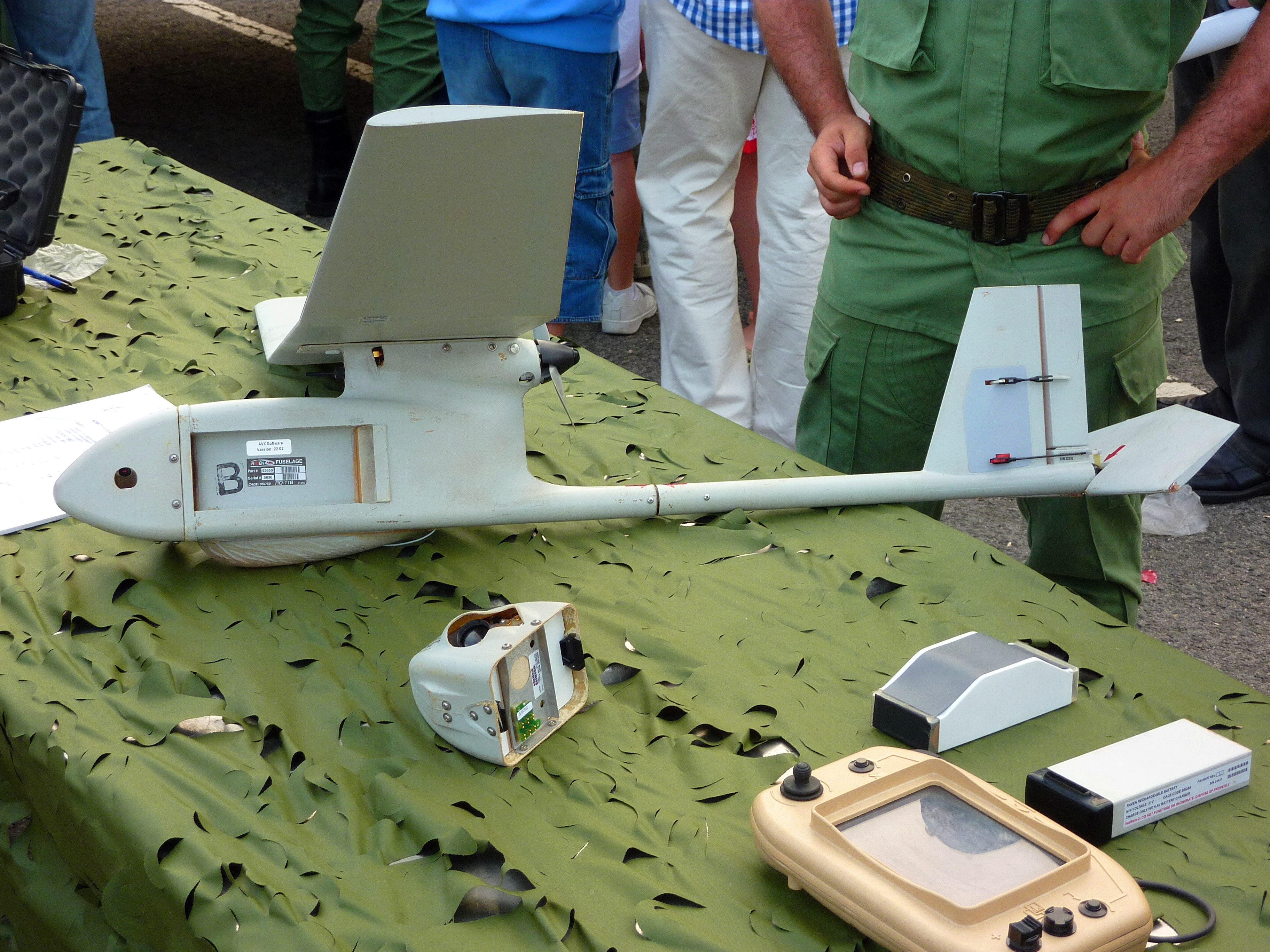

- Австралія
- Болгарія[8]
- Канада[9]
- Велика Британія
- Данія — 12 шт. були отримані у вересні 2007 року
- Ірак — в 2010 році фахівці із США розпочали навчання операторів RQ-11 для армії Іраку[10]
- Іспанія
- Італія
- Кенія — в липні 2012 року США повідомили про поставку восьми RQ-11 в Кенію, для використання «у боротьбі з міжнародними терористичними організаціями»[11]
- Ліван — в 2009 році США передали для ВПС Лівану партію з 12 розвідувальних БПЛА RQ-11B «Raven». Ліван став першою арабською країною, що отримала безпілотні літальні апарати американського виробництва з дозволу уряду США[12]
- Пакистан — у 2011 році США ухвалили рішення передати за програмою військової допомоги 85 шт. RQ-11[13]
- США — на озброєнні армії, морської піхоти і сил спеціального командування США станом на 2010 рік, було 3756 шт. RQ-11[14]
- Естонія — в березні 2011 року стало відомо про поставку БПЛА RQ-11 «Raven» для естонського контингенту в Афганістані[15], точна кількість апаратів була засекречена[16]. Згодом, у 2012 році Естонія купила у США ще один RQ-11 «Raven»[17]
- Україна — у липні 2016 в Україну прибули 24 комплекти (72 апарати) тактичних розвідувальних БПЛА RQ-11 Raven[18].

## Бойове застосування
- Війна в Іраку;
- Війна в Афганістані;
- Операції на території Сомалі — в 2011 році чотири БПЛА «Raven» були передані США миротворчому контингенту Уганди і Бурунді[19]

Крім того, на початку січня 2013 року командувач ВМС Ірану зробив заяву, що за попередні півтора року їм вдалось перехопити два БПЛА RQ-11 Raven. Перший було захоплено в серпні 2011 року, другий — в листопаді 2012 року.

### Російсько-українська війна
В рамках комплексу нелетальної допомоги від уряду США, в липні 2016 року до України прибули 24 комплекти (72 апарати) тактичних розвідувальних БПЛА RQ-11B Raven. Вартість переданого обладнання оцінюється на рівні $12 млн.
В період між березнем та липнем 2016 року в Редстоун Арсенал, штат Алабама, пройшли навчання з роботи з цими БПЛА 38 українських військових. В Україні, отримані комплекти були розподілені між різними підрозділами, в тому числі, один комплект був відправлений до Житомирського військового інституту.
Однак, досвід бойового застосування виявив очікувані слабкі сторони застарілої, «аналогової» модифікації. За даними журналіста Філа Стюарта, який зібрав відгуки в українських та американських військових на умовах анонімності, а також Натана Хазіна, аналоговий канал управління зробив безпілотні апарати вразливими до радіопридушення або перехоплення відео, завдяки чому літальні апарати могли розкривати позиції українських військових. На додачу, нетривалий час роботи від батареї зробив літальні апарати непридатними до виконання основного покладеного на них завдання: розвідку ворожих артилерійських позицій.
Внаслідок істотних недоліків модифікації з аналоговим каналом даних, отримані комплекси БПЛА RQ-11B Raven довелось прибрати з передової